# Petri Pasanen
Petri Pasanen (Lahti, 24 de septiembre de 1980) es un exfutbolista finlandés que jugaba de defensa. 

## Trayectoria
Pasanen comenzó jugando por las categorías menores del club FC Lahti de su país, siendo promovido al primer equipo en 1998. Durante las dos siguientes temporadas jugó 42 partidos en la Liga de Finlandia, la Veikkausliiga. Varios equipos importantes de Europa se vieron interesados en el pase Pasanen, y en el verano de 2000 fue a jugar al Ajax Ámsterdam de la liga neerlandesa. Fue titular en la defensa del Ajax durante su primera temporada, pero su progreso se vio interrumpido cuando se rompió el pie en agosto de 2001, perdiéndose casi toda la temporada 2001-02. La siguiente temporada volvió al primer equipo del Ajax, alcanzando los cuartos de final de la Liga de Campeones de la UEFA. El Ajax prescindió de sus servicios durante la temporada 2003-04, pasando en préstamo al Portsmouth de la FA Premier League durante la segunda mitad del año. El entrenador del Portsmouth Harry Redknapp estuvo interesado en contar con los servicios de Pasanen al final de la temporada, pero el precio solicitado por el Ajax era bastante alto.
Luego Pasanen firmó por el campeón reinante alemán Werder Bremen en el verano de 2004, convirtiéndose en un jugador clave para el club, ayudando al equipo a quedar entre los tres primeros de la Bundesliga y alcanzar la segunda ronda de la Liga de Campeones en cada una de sus dos temporadas en el club.
Pasanen también fue un jugador habitual de la selección de fútbol de Finlandia. Hizo su debut internacional el 15 de noviembre de 2000 contra Irlanda.
En septiembre de 2015 anunció su retirada al término de la temporada.

## Clubes
| Club                       | País         | Año       | Partidos | Goles |
| -------------------------- | ------------ | --------- | -------- | ----- |
| F. C. Kuusysi Lahti        | Finlandia    | 1996      | 2        | 0     |
| F. C. Lahti                | Finlandia    | 1997-2000 | 72       | 2     |
| F. C. Hämeenlinna (cedido) | Finlandia    | 1997-1998 | 5        | 0     |
| A. F. C. Ajax              | Países Bajos | 2000-2004 | 59       | 7     |
| Portsmouth F. C. (cedido)  | Inglaterra   | 2004      | 12       | 0     |
| Werder Bremen              | Alemania     | 2004-2011 | 186      | 4     |
| Red Bull Salzburgo         | Austria      | 2011-2012 | 32       | 0     |
| Aarhus GF                  | Dinamarca    | 2012-2014 | 45       | 2     |
| F. C. Lahti                | Finlandia    | 2014-2015 | 38       | 1     |

## Palmarés

### Títulos nacionales
| Título                        | Club               | País         | Año     |
| ----------------------------- | ------------------ | ------------ | ------- |
| Eredivisie                    | A. F. C. Ajax      | Países Bajos | 2001-02 |
| Copa de los Países Bajos      | A. F. C. Ajax      | Países Bajos | 2001-02 |
| Supercopa de los Países Bajos | A. F. C. Ajax      | Países Bajos | 2002    |
| Copa de la Liga de Alemania   | Werder Bremen      | Alemania     | 2006    |
| Copa de Alemania              | Werder Bremen      | Alemania     | 2008-09 |
| Bundesliga                    | Red Bull Salzburgo | Austria      | 2011-12 |
| Copa de Austria               | Red Bull Salzburgo | Austria      | 2011-12 |